# Arhiducele Albrecht Franz, Duce de Teschen

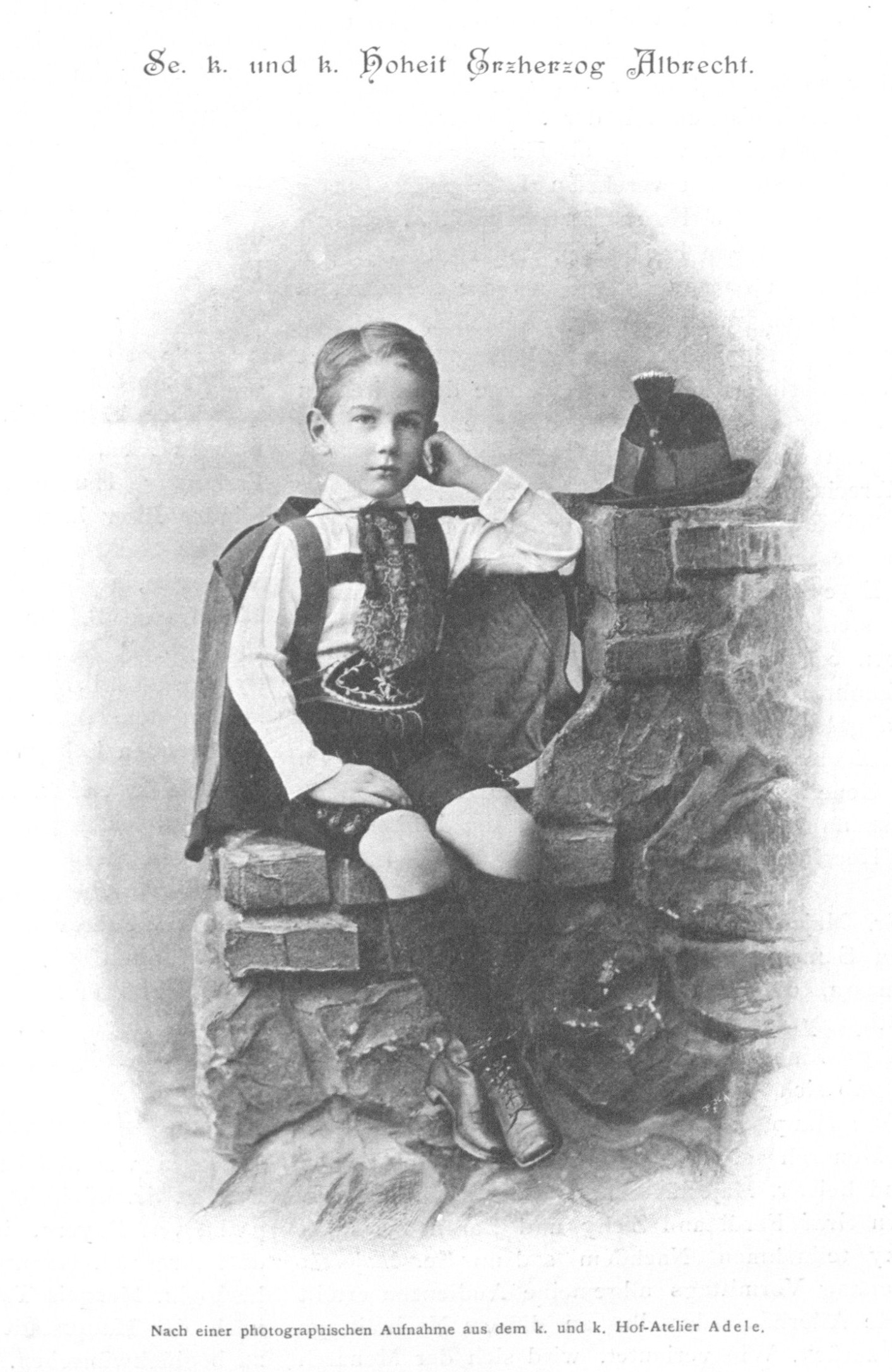
Arhiducele Albrecht Franz copil, 1903

Albert Franz Josef Karl Friedrich Georg Hubert Maria, Arhiduce și Prinț Imperial de Austria, Prinț Regal al Ungariei și Boemiei, Duce de Teschen (germană Erzherzog Albert Franz Josef Karl Friedrich Georg Hubert Maria von Österreich-Toskana, Herzog von Teschen; 24 iulie 1897 – 23 iulie 1955) a fost membru al Casei de Habsburg și pretendent la ducatul de Teschen.

## Biografie
Arhiducele Albrecht Franz s-a născut la Viena, Austro-Ungaria, și a fost singurul fiu din cei 9 copii ai Arhiducelui Friedrich, Duce de Teschen (1856–1936) și a soției acestuia, Prințesa Isabella de Croÿ (1856–1931)
La 16 august 1930, la Brighton, Anglia, Albrecht Franz s-a căsătorit morganatic cu Irene Dora Lelbach (1897–1985), fiica lui Johann Lelbach și Ilma Skultéty. Nu au avut copii și au divorțat la 1 iunie 1937.
A doua căsătorie a avut loc la 7 mai 1938 cu Katalin Bocskay de Felsö-Bánya (1909–2000). Ei au avut două fiice. Ca urmare a legilor căsătoriilor morganatice, fiicele nu au moștenit titlul tatălui lor, în acest caz vel de Arhiducesă. Totuși, Otto von Habsburg le-a garantat (neoficial) titlul de Gräfin von Habsburg ("Contesă de Habsburg"). Albrecht și Katalin au divorțat în 1951.
A treia căsătorie a fost cu Lydia Strauss-Dorner, fiica lui Bela Dorner și Mitzy. Au avut un fiu.
1. 1 2  Albrecht Franz Erzherzog von Österreich, The Peerage, accesat în 9 octombrie 2017
2. 1 2  The Peerage